# Меса, Рауль
Рауль Меса Лите (исп. Raúl Mesa Lite; род. 16 апреля 1982, Сарагоса) — испанский пляжный волейболист, выступает за сборную Испании по пляжному волейболу начиная с 2001 года. Чемпион Европы, победитель и призёр национальных первенств, участник летних Олимпийских игр в Пекине.

## Биография
Рауль Меса родился 16 апреля 1982 года в Сарагосе. Проходил подготовку в городе Бенидорм провинции Аликанте, с самого начала тренировался вместе со своим другом Пабло Эррерой, с которым впоследствии выступал на большей части турниров.
Впервые заявил о себе на юниорских соревнованиях ещё в 1999 году, став чемпионом Испании среди юниоров, затем удерживал это звание в течение нескольких последующих лет. В 2001 году выиграл серебряную медаль на молодёжном чемпионате мира, а год спустя взял золото аналогичного мирового первенства. В 2004 году также одержал победу на европейском первенстве среди спортсменов до 23 лет.
Наибольшего успеха в своей спортивной карьере добился в сезоне 2005 года, когда вошёл в основной состав испанской национальной сборной и побывал на чемпионате Европы в Москве, где в паре с Эррерой взял верх над всеми соперниками по турнирной сетке, в том числе в финале победил швейцарцев Патрика Хойшера и Штефана Кобеля — тем самым завоевал медаль золотого достоинства и получил призовые в размере 20 тыс. долларов.
Благодаря череде удачных выступлений удостоился права защищать честь страны на летних Олимпийских играх 2008 года в Пекине. На групповом этапе мужского пляжного волейбола они с Эррерой обыграли представителей Эстонии и Австрии, проиграв только китайцам, и благополучно квалифицировались со второго места. Оказавшись в плей-офф, уже на стадии 1/8 финала со счётом 0:2 потерпели поражение от американцев Тодда Роджерса и Филлипа Дэлхоссера, которые в конечном счёте и стали победителями этого олимпийского турнира.
После пекинской Олимпиады Меса остался в составе главной волейбольной команды Испании и продолжил принимать участие в крупнейших международных турнирах. Так, в 2009 году вместе с новым партнёром Иносенсио Ларио он выступал на чемпионате Европы в Сочи, но не сумел преодолеть групповую стадию. В 2010 году одержал победу на турнире CEV Challenger в Болгарии.
На чемпионате мира 2011 года в Риме они с Ларио успешно вышли из группы, но в 1/16 финала были остановлены игроками команды Бразилии.